# پاملا فرانکلین
 پاملا فرانکلین (انگلیسی: Pamela Franklin؛ زادهٔ ۳ فوریهٔ ۱۹۵۰) هنرپیشه اهل بریتانیا است. از فیلم‌هایی که وی در آن نقش داشته است می‌توان به بی‌گناهان و غذای خدایان اشاره کرد.